# Шарл Орлеански-Ангулем
Шарл Орлеански-Ангулем (на френски: Charles d’Orléans; * 1459, † 1 януари 1496, Шатоньоф ан Ангомоа, Кралство Франция) е граф на Ангулем от 1467 г., баща на френския крал Франсоа I.

## Произход
Той е втори син на Жан II Орлеански-Ангулем (* 26 юни 1399 или 1400, † 30 април 1467), граф на Ангулем, и на съпругата му Маргарита дьо Роан († 1496).

## Биография
През 1467 г. умира баща му и 8-годишният Шарл наследява Графство Ангулем. Регенти по време на малолетието му са майка му Маргарита от рода Роан и Жан I дьо Ларошфуко.
През 1488 г. регентката на Франция Ан дьо Божьо урежда брак на Шарл с Луиза Савойска (1476 – 1531), дъщеря на савойския херцог Филип II Безземенни и Маргарита дьо Бурбон. Бракът е сключен на 16 февруари в Париж и от него се раждат син и дъщеря.
Основно местопребиваване за Шарл е Коняк. Именно там се ражда синът му Франсоа I.
Карл неочаквано умира на 1 януари 1496 г. в Шатоньоф ан Ангомоа. Тленните му останки са погребани в катедралния храм „Св. Петър“ в Ангулем до тези на родителите му. Неговите останки, както и тези на баща му, открити през 2011 г., са повторно погребани на 15 февруари 2015 г. по време на церемония, председателствана от епископ Клод Дажан в същата катедрала. Неговите владения наследява малолетният му син Франсоа под регентството на майка си.

## Деца
- Франсоа I (* 12 септември 1494, † 31 март 1547), граф на Ангулем от 1496, крал на Франция от 1515 г.
- Маргарита Ангулемска (* 11 април 1492, † 21 декември 1549), херцогиня дьо Бери от 1517 г. ∞ 1. 2 декември 1509 за Шарл IV (* 2 септември 1489, † 11 април 1525 година), херцог на Алансон; 2. 24 януари 1527 за Анри II Наварски (* 18 април 1503, † 25 май 1555), крал на Навара.

Има няколко извънбрачни деца.
От Антоанета дьо Полиняк има две дъщери:
- Жана (* пр. 1498, † 1538), графиня на Бар сюр Сен, легитимирана от Луи XII под името Жана Ангулемска; ∞ за Жан дьо Лонгви, господар на Живри и на Мирабо.
- Мадалена Орлеанска (* 1476, † 26 октомври 1543), игуменка на абатството „Сент Осон д'Ангулем“.

От Жана льо Конт има една дъщеря:
- Суверена († 1551), легитимирана с писма от май 1521 г., ∞ 1512 за Мишел Гаяр дьо Лонжюмо, господар на Шани, кралски пекар.